# Budila
Budila (veraltet Bodila; deutsch Bodeln, siebenbürgisch-sächsisch Budille, ungarisch Bodola) ist eine Gemeinde im Kreis Brașov in der Region Siebenbürgen in Rumänien.
Der Ort ist auch unter den deutschen Bezeichnungen Budille, Bodila und Bodola bekannt.

## Geographische Lage

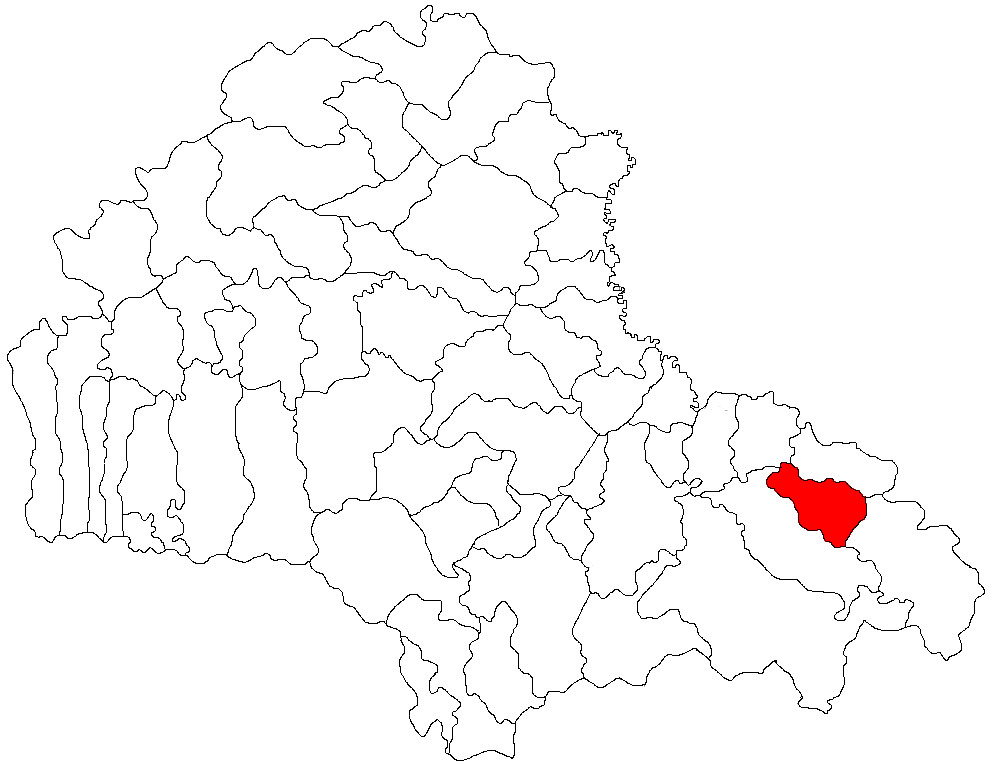
Lage der Gemeinde Budila im Kreis Brașov

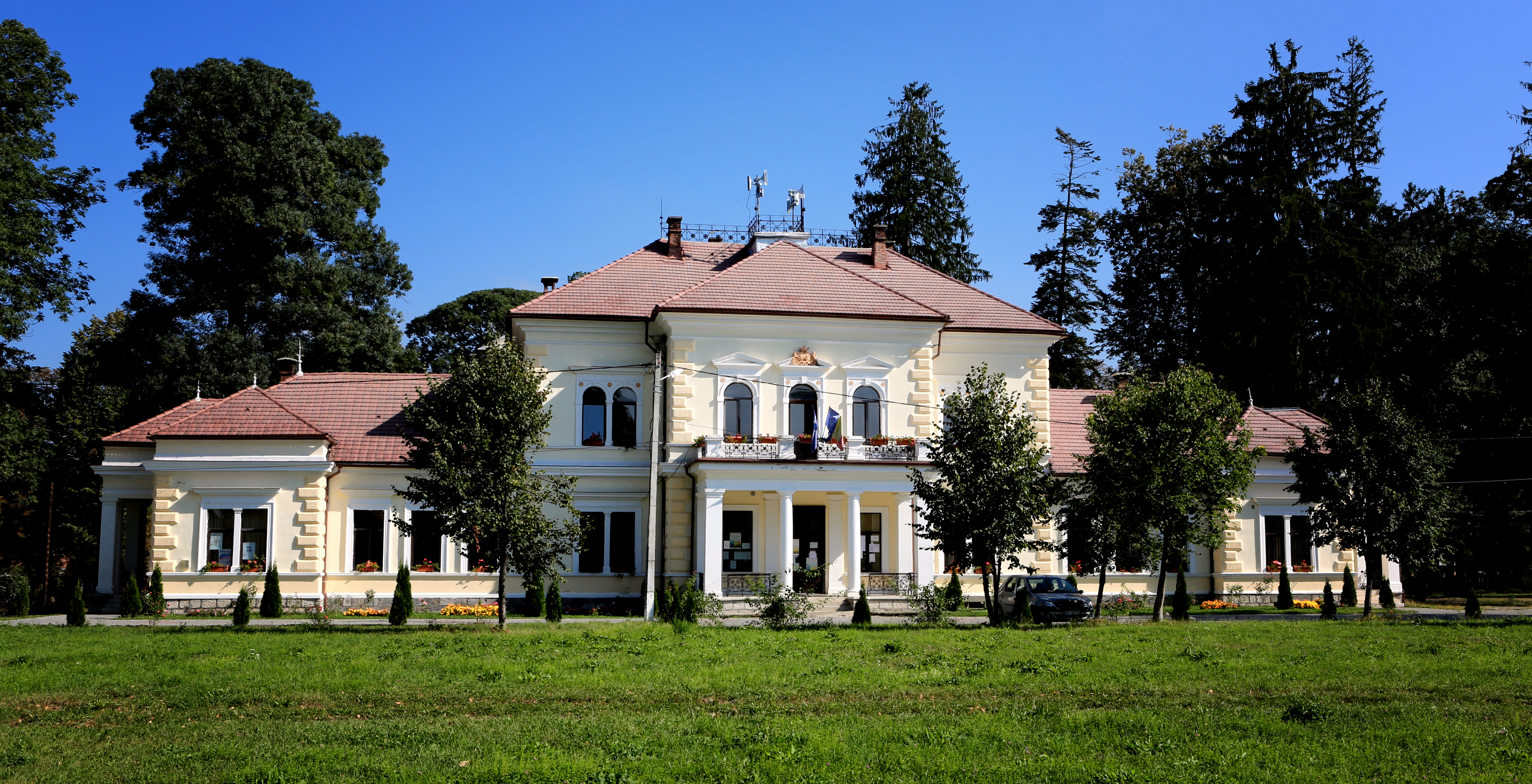
Das Béldi-Schloss, heutiges Rathaus

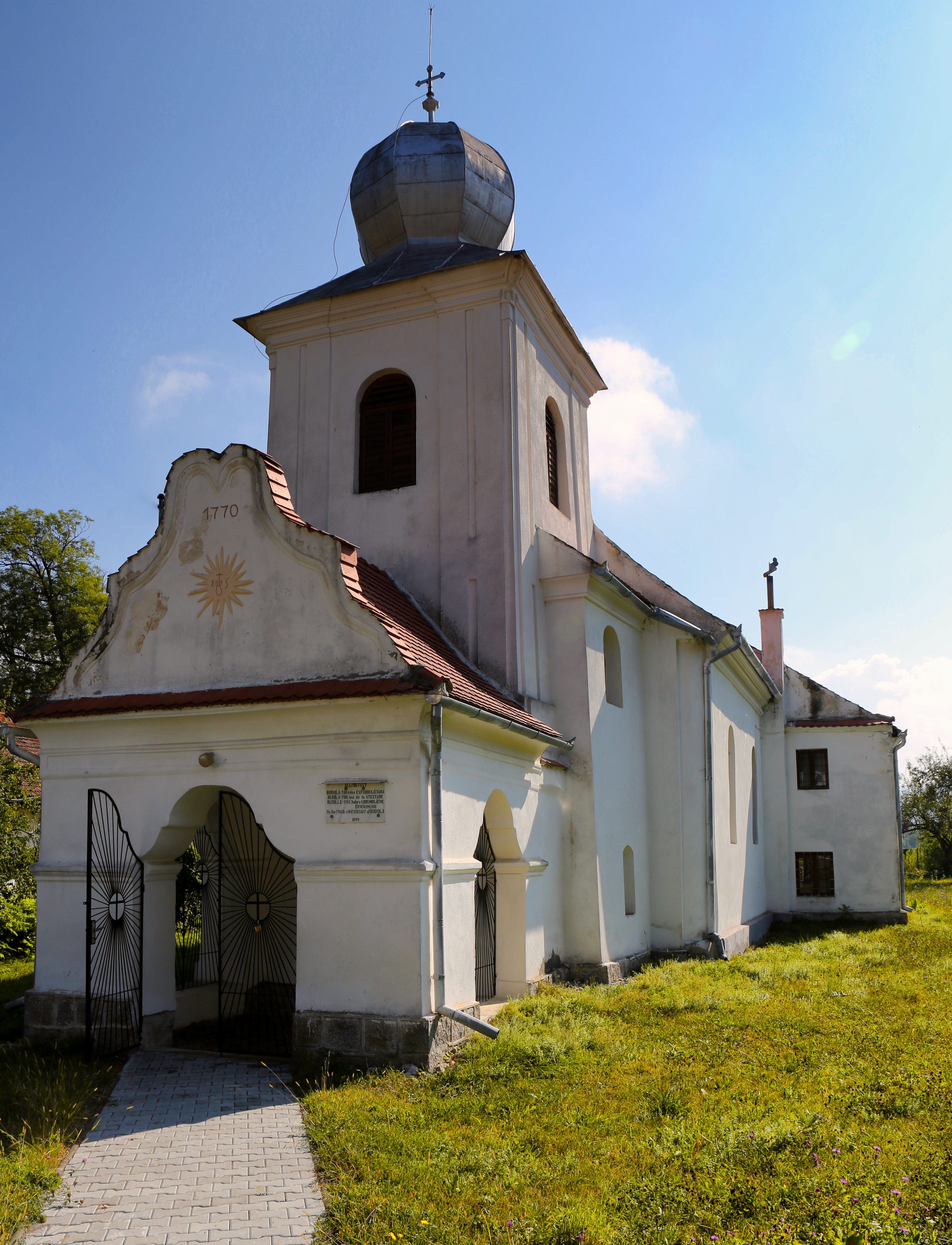
Die Adormirea Maicii Domnului Kirche

Budila liegt östlich des Burzenlandes innerhalb des Karpatenbogens. An der Mündung der Bäche Zizin, Seaca und Valea Popii in den Tărlung – ein linker Nebenfluss des Râul Negru –, der Bahnstrecke Hărman–Intorsura Buzăului und der Kreisstraße (drum județean) DJ 103B, befindet sich der Ort 14 Kilometer nordöstlich von der Stadt Săcele; die Kreishauptstadt Brașov (Kronstadt) liegt 18 Kilometer westlich.

## Geschichte
Der Ort Budila wurde nach unterschiedlichen Angaben 1211 oder 1294 urkundlich erwähnt. Im Mittelalter war der Ort Wohnsitz der ungarischen Adelsfamilie Béldi, deren Burg 1612 zerstört wurde. Nachdem die Burg durch Pál Béldi erneut aufgebaut wurde, wurde sie bei feudalen Streitigkeiten an Kelemen Mikes – ein ungarischer Rebell gegen das Habsburgerreich und einer der ersten ungarischen Prosa Autoren – verloren. Dieser zerstörte die Burg, welche nicht mehr aufgebaut wurde. Reste der Burg sind noch erkennbar.

## Bevölkerung
| 1850 | 1.568 | 637   | 718 | 4     | 209                |
| 1920 | 1.807 | 898   | 893 | 4     | 12                 |
| 1977 | 2.923 | 1.730 | 989 | 6     | 198                |
| 2002 | 3.484 | 2.361 | 801 | 1     | 321                |
| 2011 | 4.197 | 3.186 | 679 | 1 (?) | 331 (255 Roma)     |
| 2021 | 4.926 | 2.861 | 463 | 2     | 1.600 (1.220 Roma) |

Seit der offiziellen Erhebung von 1850 steigt die Einwohnerzahl stetig. 2011 wurde die höchste Bevölkerungszahl, und auch die der Rumänen, ermittelt. Die höchste Einwohnerzahl der Magyaren (1138) wurde 1930, die der Roma (618) 1966 und die der Deutschen (23) 1880 registriert. Des Weiteren wurden 1880 drei Slowaken und 1930 ein Serbe registriert.

## Sehenswürdigkeiten
- Das ehemalige Anwesen der ungarischen Adelsfamilie Béldi, Ende des 18. Anfang des 19. Jahrhunderts errichtet, mit dessen Schloss 1892 (heute Rathaus) und die römisch-katholische Kirche Adormirea Maicii Domnului 1762 errichtet,[9] stehen unter Denkmalschutz.[10]
- Das ehemalige Anwesen des ungarischen Adeligen Pál Béldi, Ende des 18. Anfang des 19. Jahrhunderts errichtet, mit dessen Schloss 1731 errichtet, heute ein Lagerhaus,[11] steht unter Denkmalschutz.[10]
- Die alte rumänische-orthodoxe Kirche Sfântul Nicolae 1734 errichtet,[12] steht unter Denkmalschutz.[10]
- Die Anwesen der Adelsfamilien Mikes und Nemes mit deren Bauten in desolatem Zustand,[13] stehen unter Denkmalschutz.[10]